# 沃利齊亞 (普斯托梅特區)
49°47′52″N 24°8′12″E / 49.79778°N 24.13667°E
沃利齊亞（烏克蘭語：Волиця），是烏克蘭西部的村莊，隸屬利維夫州的利維夫區。該村面積0.62平方公里，海拔高度269米，2001年人口257，人口密度每平方公里414.52人。